# Boeing Y1B-20
Boeing Y1B-20 (Boeing 316) là một thiết kế cải tiến dựa trên loại Boeing XB-15.

## Tính năng kỹ chiến thuật (theo thiết kế)
Đặc điểm tổng quát
- Kíp lái: 10
- Chiều dài: 109 ft 2 in (33,3 m)
- Sải cánh: 157 ft 0 in (47,8 m)
- Chiều cao: 23 ft 4 in (7,1 m)
- Diện tích cánh: ft² (m²)
- Trọng lượng rỗng: 87.500 lb (39.700 kg)
- Trọng lượng có tải: 91.500 lb (41.500 kg)
- Trọng lượng cất cánh tối đa: 105.100 lb (47.700 kg)
- Động cơ: 4 × Wright GR-2600-A73, 1.350 hp (1.000 kW)  mỗi chiếc

 Hiệu suất bay 
- Vận tốc cực đại: 258 mph (224 knot, 415 km/h)
- Vận tốc hành trình: 242 mph (210 knot, 389 km/h)
- Tầm bay: 4.000 mi (3.500 nm, 6.400 km)
- Công suất/trọng lượng: 0,059 hp/lb (97 W/kg)

Trang bị vũ khí

- Súng: 

  - 3× súng máy.30 in (7,62 mm)
  - 4× súng máy.50 in (12,7 mm)
- Bom: 17.600 lb (6.620 kg)